# Parc national de Djebel Aissa
 (avril 2016).
Si vous disposez d'ouvrages ou d'articles de référence ou si vous connaissez des sites web de qualité traitant du thème abordé ici, merci de compléter l'article en donnant les références utiles à sa vérifiabilité et en les liant à la section « Notes et références ».
Le parc national de Djebel Aissa (en arabe :الحظيرة الوطنية لجبل عيسى) est un parc national de l’Atlas saharien situé à l'ouest de l'Algérie, dans la wilaya de Naâma. Il a été créé en 2003 et s’étend sur 24 400 hectares.
Le parc en question revêt une importance particulière dans la préservation de l’écosystème de la région des Hauts-Plateaux de l’ouest, menacée par les phénomènes de désertification et d’ensablement.

## Vie sauvage

### Flore
Les arbres les plus représentés sont : le jujubier, le pistachier de l’Atlas, le genévrier de Phénicie, le chêne vert, le genévrier oxycèdre et le pin d’Alep. 
On y trouve aussi l’alfa, le sparte et l'armoise blanche.

### Faune
Le parc abrite les espèces de mammifères suivantes :  le lièvre, le sanglier, le chacal, le renard, l'outarde, le porc-épic, le mouflon à manchettes, la gazelle dorcas.